# 賀思聰
賀思聰（1435年—？），字時敏，直隸廣平府永年縣人，民籍，明朝政治人物。進士出身。

## 生平
早年出身國子生，成化元年（1465年）乙酉科順天府鄉試第十三名。成化十一年（1475年）乙未科會試第二百二十六名，殿試登進士第三甲第一百五十四名。任亳县知县，吏畏民怀，以忧去，服闋，亳人三次诣阙请复任。奏最，擢光禄寺丞，迁少卿，以峭直谪陜西运同。操持甚峻，又多所兴除，民立祠祀之。擢汀州府知府，以疾归，杜门却扫，公事外有司罕见其面。

## 家族
曾祖父賀寬。祖父賀整。父亲賀海。